# Strontium
Strontium (efter mineralet strontianit, der igen er opkaldt efter den skotske by Strontian) er det 38. grundstof i det periodiske system, og har det kemiske symbol Sr. Under normale temperatur- og trykforhold fremtræder stoffet som et blødt, sølvhvidt metal, men da strontium ligesom de øvrige jordalkalimetaller er ganske reaktionsvilligt, angribes det af atmosfærisk luft og bliver derved gulligt. Strontium findes i mineralerne celestit og strontianit, og den radioaktive isotop strontium-90 indgår i det radioaktive nedfald fra atomvåben.

## Kemiske egenskaber
Strontium har to elektroner i dets yderste elektronskal, men da atomer "foretrækker" at have deres yderste skal fyldt op med elektroner, stræber strontium-atomet efter at slippe af med disse to yderste elektroner. Ved kontakt med atmosfærisk luft går strontium i forbindelse med luftens ilt, og ved temperaturer over 380°C også med kvælstoffet, og danner henholdsvis strontiumoxid og strontiumnitrid. Fint pulveriseret strontium bryder spontant i brand ved kontakt med luft.
Når strontium kommer i kontakt med vand danner det gasformig brint samt det stærkt basiske strontiumhydroxid.

## Tekniske anvendelser
Strontium bruges som ingrediens i de glassorter og "fosforiserende" belægninger der bruges i billedrør. Stoffet bruges også til at lave røde farver i fyrværkeri og i nødblus.
Strontium-90, som bl.a. findes i atomaffaldet fra atomkraftværker, har været brugt i radioisotopgeneratorer, primært fordi det er billigere end det alternative brændstof plutonium-238. Ulempen er at strontium har en mindre energitæthed og kortere halveringstid.
Strontiumtitanat har et højt brydningsindeks og stor optisk dispersion; større end værdierne for diamanter, og bruges derfor til en række forskellige optiske formål. Stoffet har også været brugt til at lave "imiterede diamanter", men da det er blødt og let ridses, er det ikke velegnet til dette formål.
Strontiumklorid indgår i visse typer tandpasta for følsomme tænder, og strontiumoxid bruges somme tider i keramisk glasur.

## Historie
Adair Crawford opdagede i 1790 at mineralet strontianit var anderledes end andre barium-holdige mineraler, og kom derved på sporet af strontium, som dog først blev påvist i 1798. Og der skulle gå yderligere et årti, før Sir Humphry Davy i 1808 første gang isolerede strontium ved hjælp af elektrolyse.
Strontium var et af de radioaktive stoffer der blev spredt til omgivelserne fra Windscale-ulykken.

## Forekomst
Strontium er det 15.-mest udbredte grundstof i Jordens skorpe, og udgør 0,034% af jordskorpens klipper, primært i form af mineralerne celestit (strontiumsulfat; SrSO4) og strontianit (strontiumkarbonat; SrCO3). Af de to mineraler er det oftest celestit der findes i tilpas store aflejringer i naturen til at det er rentabelt at udvinde. Strontianit ville ellers være mere fordelagtigt, for det er oftest i denne form strontiumet skal bruges. De største kommercielt udnyttede aflejringer findes i England.

## Isotoper af strontium
Naturligt strontium består af fire stabile isotoper; 0,56% strontium-84, 9,86% strontium-86, 7,0% strontium-87 og 82,58% strontium-88. Der ud over kendes 16 ustabile strontium-isotoper, hvoraf den vigtigste, strontium-90, findes i affaldet fra atomkraftværker og i det radioaktive nedfald fra atomvåben. Ved Tjernobylulykken blev omgivelserne forurenet med store mængder strontium-90.

## Strontium i biologien
Strontium har en række fællestræk med kalcium som gør, at levende organismer behandler stoffet som kalcium; for eksempel ophober den menneskelige krop stoffet i knoglerne og håret.[kilde mangler]
Så længe det alene sker med stabile (naturligt forekommende) strontium-isotoper er helbredsrisikoen lille; visse undersøgelser tyder endda på at strontium er gavnligt for knoglevæksten og mindsker risikoen for brud.
Det radioaktive strontium-90 kan derimod føre til forskellige knoglesygdomme, herunder knoglekræft, lidelser der ses hos ofre for kernereaktorulykker eller kernevåben.
I 2015 blev sammensætningen af strontiumisotoper i Egtvedpigens tænder og hår af Karin Frei fra Københavns Universitet brugt til en (senere af nogle kolleger omdiskuteret) stedfæstelse af hendes oprindelse til Sydtyskland.